# Claude François Joseph d'Auxiron
Le chevalier Claude François Joseph d'Auxiron (17 mai 1728 ou 19 décembre 1731, selon les sources, Besançon - 27 mars 1778, Paris), est un militaire, ingénieur et économiste français.

## Biographie
D'une famille noble de médecins célèbres, Claude-François-Joseph est élève de l'école d'artillerie de Metz en 1756, devient lieutenant en premier au régiment de volontaires étrangers, capitaine d'infanterie au régiment d'Austrasie, puis capitaine à la suite de la Légion de Hainaut.
Auxiron s'installe à Quingey et s'occupe des mathématiques, sciences et économie. Il est, avec ses amis Charles François Monnin de Follenay (1774) et Claude de Jouffroy d'Abbans (1776), un précurseur de la navigation fluviale à vapeur. D'Auxiron  étudie les pompes à feu et propose leur emploi pour distribuer l'eau des rivières dans les villes. En 1763, il sollicite, sans succès, un privilège de 15 ans pour l'alimentation de Paris à partir d'un pompage dans la Seine. Il envisage également la propulsion des navires grâce à ce moyen.
De même que ses amis Charles François de Follenay et Claude de Jouffroy d'Abbans, il est initié à la franc-maçonnerie en mai 1768 à la loge Sincérité de Besançon, constituée quelques années plus tôt à l'initiative de Charles de Lacoré (intendant de la province de Franche-Comté).
En 1772, aidé de quelques amis, dont de Follaney, il construit un bateau près de l'île aux cygnes à Paris. Il le déplace à Meudon où il est victime d'un sabotage, le 8 septembre 1774, alors qu'il était prêt à faire ses premiers essais. Il fait appel aux frères Périer, exploitants de la pompe à feu de Chaillot, qui ne peuvent pas mener à bien le projet. D'Auxiron meurt d'apoplexie à l'âge de 47 ans.

## Publications
- Projet patriotique sur les eaux de Paris, ou mémoire sur les moyens de fournir à la ville de Paris des eaux saines, 1765
- Principes de tout gouvernement, ou Examen des causes de la splendeur ou de la faiblesse de tout État considéré en lui-même et indépendamment de ses mœurs, 1766
- Comparaison du projet de M. de Parcieux de l'Académie des Sciences pour donner de l'eau à la ville de Paris, 1769
- Examen des décisions de M. l'abbé Morelet, sur les trois questions importantes qui sont le sujet de son mémoire, 1769

1769
- Réponse au mémoire de M. Perronet, par M. d'Auxiron, 1776
- Théorie des fleuves avec l'art de bâtir dans les eaux et d'en prévenir les racages (traduit de l'allemand)

## Sources
- Notices d'autorité :   - VIAF
  - ISNI
  - BnF (données)
  - IdRef
  - LCCN
  - GND
  - Italie
  - Belgique
  - Pays-Bas
  - Tchéquie
  - Grèce
  - WorldCat
- Alfred Sauvy, Deux techniciens précurseurs de Malthus, Boesnier de L'Orme et Auxiron, Revue trimestrielle de l'Institut national des études démographies, 1955.
- Antoine Laurent Lavoisier, Rapport sur la brochure de Monsieur d'Auxiron relative aux moyens de donner de l'eau à la ville de Paris
- (en) Joseph J. Spengler, French predecessors of Malthus : a study in eighteenth-century wage and population theory, London New York, Routledge, 1965, 398 p. (ISBN 978-0-203-04166-6, lire en ligne)
- Pierre Zweiacker, Morts pour la science, Lausanne Paris, Presses polytechniques et universitaires romandes Diff. Geodif, 2007, 252 p. (ISBN 978-2-880-74752-7, lire en ligne).
- Charles Pagelle, "Notice sur les premiers essais de la navigation à vapeur (1772-1774)", dans Annales franc-comtoise, Besançon, 1865, p. 267-279.
- Sylvestre Jouffroy, "Une découverte en Franche-Comté au XVIIIe siècle", 1881.
- Louis Gabriel Michaud, Biographie universelle, ancienne et moderne; ou, Histoire, par ordre alphabétique, 1811
- « Auxiron (Claude-François-Joseph d' », dans Pierre Larousse, Grand dictionnaire universel du XIXe siècle, Paris, Administration du grand dictionnaire universel, 15 vol., 1863-1890 [détail des éditions].